# China Open 2016 (Tennis)
Die China Open 2016 fanden vom 3. bis 9. Oktober 2016 im Olympic Green Tenniszentrum in Peking statt. Bei den Männern waren sie Teil der ATP World Tour 500, bei den Damen handelte es sich um ein WTA-Premier-Mandatory-Turnier.

## Herren
→ Qualifikation: China Open 2016 (Tennis)/Herren/Qualifikation

## Damen
→ Qualifikation: China Open 2016 (Tennis)/Damen/Qualifikation